# کوکسینل
ژاکلین شارلوت دوفرنوی (به فرانسوی: Jacqueline Charlotte Dufresnoy) (زاده ۲۳ اوت ۱۹۳۱-درگذشته ۹ اکتبر ۲۰۰۶) که بیشتر با نام هنری خود کوکسینل (به‌معنای کفش‌دوزک) شناخته می‌شود، بازیگر، مجری و خواننده فرانسوی بود. او پیشگام جامعه ال‌جی‌بی‌تی و اولین فرد فرانسوی بود که تحت عمل جراحی تغیبر جنسیت (واژه جدید: تطبیق جنسیت) قرار گرفت.
ژاکلین شارلوت دوفرنوی او اولین زن تراجنسیتی بود که پرونده تطبیق جنسیت او در فضای پس از اتمام جنگ جهانی دوم و در حالی که او یک سلبریتی بین‌المللی و یک خواننده مشهور کلوپ بود به به‌طور گسترده در تمام اروپا منتشر شد.

## زندگی
ژاکلین شارلوت دوفرنوی در ۲۳ اوت ۱۹۳۱ در پاریس زاده شد. او که در بدو تولد به عنوان مرد شناخته شد، اما با یک حس عمیق و درونی از زن بودن، همراه با علاقه به مد و نمایش بزرگ شد. ژاکلین نوجوان پس از پوشیدن لباس قرمز با خال‌های سیاه در یک مهمانی، لقب کوکسینل (کفشدوزک در انگلیسی) را به دست آورد.
در سال ۱۹۵۳، کوکسینل اولین اجرای صحنه‌ای خود را در یک سالن کاباره در پاریس، به‌نام مادام آرتور انجام داد. او در سالن «چرخ فلک پاریس» (Le Carrousel de Paris)، یک سالن موسیقی محبوب با تعداد زیادی از نوازندگان تراجنسیتی، ایفای نقش کرد و استعداد و حضور او در صحنه، مخاطبان را مجذوب نمود.
کوکسینل در سال ۱۹۵۸ به کازابلانکا سفر کرد تا تحت جراحی واژینوپلاستی توسط «ژرژ بورو» قرار گیرد. او اولین فرد مشهور فرانسوی بود که چنین عملی روی او انجام می‌شد. بعدها او گفت دکتر بورو اشتباهی که در طبیعت رخ داده بود را اصلاح کرده است.
پوشیدن لباس‌هایی که در آن زمان با جنسیت تعیین شده در فرانسه مرتبط نبود غیرقانونی بود، و تبلیغات پیرامون جراحی او باعث شد حقوق دگرباشان جنسی + LGBTQ مورد توجه قرار گیرد.
پس از بازگشت به فرانسه، کوکسینل به سرعت به یک نماد بین‌المللی تبدیل شد. نمایش کاباره او در سراسر جهان از جمله اروپا و آمریکای جنوبی تور برگزار کرد. او همچنین مار بازیگری را با ایفای نقش در فیلم‌هایی مانند اروپا در شب (به‌ایتالیایی: Europa Di Notte) در سال ۱۹۵۹ و شرور (به اسپانیولی: Los Viciosos) در سال ۱۹۶۲ را آغاز کرد.
در سال ۱۹۶۰، کوکسینل در یک مراسم عروسی کاتولیک ازدواج کرد، به شرطی که از قبل غسل تعمید بگیرد. ازدواج او که از نظر قانونی و مذهبی بی‌سابقه بود، حق ازدواج ترنس‌ها را در فرانسه ایجاد کرد. کوکسینل با ازدواج خود باعث شد که دولت فرانسه ازدواج تراجنسیتی‌ها را به رسمیت بشناسد.
در حالی که به اجرای برنامه ادامه می‌داد، سازمان «زن شوید»)به فرانسه: Devenir Femme) را تأسیس کرد که از افراد تراجنسیتی که نیاز به حمایت عاطفی و عمل جراحی داشتند حمایت می‌کرد. او همچنین به سازماندهی مرکز کمک، تحقیقات و اطلاعات برای تراجنسیتی و هویت جنسی کمک کرد.
در سال ۱۹۸۷، او زندگینامه خود را منتشر کرد که به تفصیل دوران گذار و حرفه خود را روی صحنه می‌برد.
کوکسینل در ۷۵ سالگی به دلیل سکتهٔ مغزی مرد. میراث او در کارهایش باقی مانده است؛ زیرا مردم در سراسر جهان همچنان از موسیقی و فیلم‌های او لذت می‌برند.